# Ness (rivier)
De Ness is een rivier in de Schotse Hooglanden. 
De rivier ontspringt in het bekende Loch Ness en stroomt naar het noorden door het laatste deel van de Great Glen. Hij stroomt door de stad Inverness en mondt uiteindelijk uit in de Moray Firth. De naam van de stad Inverness (in het Schots-Gaelisch Inbhir Nis) betekent 'monding van de Ness'.